# 宽城子火车站沙俄将校营旧址
宽城子火车站沙俄将校营旧址，位于吉林省长春市宽城区一匡街7-1号附近，是原宽城子站铁路附属地内的一座历史建筑，是中东铁路附属建筑群的组成部分，是沙俄兵营旧址的一部分，始建于1899年。2004年，入选长春市第七批市级文物保护单位。

## 历史
1899年，沙俄军队在宽城子火车站附近修建了兵营，包括南兵营、北兵营和将校营。其中，将校营在南、北两大营之间，位于今长盛小学院内和院外，有一栋营房和六栋军官宿舍，还有一座教堂。1904年，营房改作学校，在将校营上的沙俄铁路子弟小学后改称东省特别区立第十二小学，后又改称为长盛小学，有两栋楼为其使用，现已为长盛小学仓库。在其校舍内绘有壁画《还我河山》，该壁画是1929年由当时的东省第一学区第十二小学教师苏少权绘制的，1985年教师节前夕曾进行过一次修复。壁画画在学校校舍的北墙上，是一幅高3.33米、宽2.9米的方形彩色地图，描绘了当时中国被列强侵占的土地。两栋军官宿舍和教堂已被拆除，尚存的四栋军官宿舍已改为长铁宿舍。1985年12月18日，沙俄兵营旧址整体被列入长春市第四批文物保护单位。将校营又单独于2004年入选长春市第七批市级文物保护单位。

## 建筑特点
建筑主体采用砖石结构，主要以红砖砌筑，上托抬梁式木屋顶坡屋顶。三角山花墙檐多突出墙面，顶部有木构件装饰，檐下砖砌直角折线突起留有落影，建筑四周转角有隅石砌筑和壁柱装饰，檐部、墙面及勒脚多有叠涩的砖砌直角线脚，窗户又高有窄，窗顶斜砌过梁，具有典型的俄式建筑造型特征。